# Desoria ruseki
Desoria ruseki is een springstaartensoort uit de familie van de Isotomidae. De wetenschappelijke naam van de soort is voor het eerst geldig gepubliceerd in 1979 door Fjellberg.